# Foraj Sonde Videle
Foraj Sonde Videle este o companie din România specializată în forajul și extracția de petrol și gaze, alimentări cu apă și izolații interioare de conducte metalice.
Titlurile Foraj Videle se tranzacționează la categoria de bază a pietei Rasdaq, secțiunea XMBS sub simbolul FOJE.
Cifra de afaceri:
- 2007: 12,1 milioane lei (3,3 milioane euro)[1]
- 2006: 6,9 milioane lei[1]